# Kimberly Drewniok
Kimberly Drewniok, född 11 augusti 1997 i Menden i Tyskland, är en volleybollspelare (högerspiker) som spelar med LOVB Omaha och landslaget.
Drewniok började spela volleyboll i RC Sorpesee som spelade i tredjeligan. Hon gick över till förbundslaget VC Olympia Berlin 2014, med vilka hon debuterade i Volleyball-Bundesliga. Under säsongen 2015/2016 hade hon dubbellicens och spelade förutom med VC Olympia även med SC Potsdam, säsongen därefter spelade hon med enbart SC Potsdam. Under 2017 debuterade hon i det tyska seniorlandslaget samtidigt som hon gick även till 1. VC Wiesbaden med vilka hon nådde final i DVV-Pokal. Till säsongen 2018/2019 gick hon över till Schweriner SC med vilka hon under första säsongen vann tyska supercupen och DVV-Pokal, men förlorade i finalen i Volleyball-Bundesliga. 
Hon lämnade Tyskland 2020 för spel med Pallavolo Scandicci Savino Del Bene, där stannade hon ett år innan hon gick över till ASPTT Mulhouse i Frankrike. Även den sejouren blev ettårig. Hon spelade med Sarıyer BSK från 2022 till slutet av 2023. Därefter spelade hon med OK Radnički innan hon lämnade Europa för spel med LOBV Omaha i USA.